# Igreja Matriz de São João Batista (Cametá)
A Igreja Matriz de São João Batista é uma edificação na cidade de Cametá, no estado do Pará, no Brasil. Por sua importância histórico-cultural, foi tombada como patrimônio cultural do estado do Pará, pelo Departamento de Patrimônio Histórico Artístico e Cultural do Estado do Pará (DPHAC), em 2006.

## História
As primeira famílias portuguesas que chegaram à cidade de Cametá trouxeram consigo a devoção a São João Batista e haviam construído uma capela para o santo. O projeto da atual Igreja Matriz foi desenhado por Antônio José Landi e sua fachada era  inspirada na fachada da Sé de Belém (hoje Catedral Metropolitana). A construção foi iniciada em 1759 e concluída em 1775. Foi erguida na praça central, às margens do Rio Tocantins. Em relação ao projeto de Landi, foram realizadas algumas modificações, principalmente o portal central, o frontão e as torres.
A imagem de São João foi esculpida na França e doada ao povoado por Dom Pedro II na metade do século XIX.
A importância da igreja para a cidade é tamanha que "Construir a casa na rua da igreja era um direito das famílias mais abastadas e/ou que faziam parte do grupo de políticos locais".

### Festividade
A festividade anual em louvor a São João é celebrada entre 14 e 24 de junho e é composta por diversas atividades:
- Peregrinação da imagem de São João por Cametá;
- Peregrinação da imagem de São João por Belém;
- Círio Fluvial ou Romaria das Águas;
- Auto de São João;
- Ciclo de Romaria da Juventude;
- Círio das Crianças;
- Arraial com atividades no Palco Cultural, no Salão Paroquial, e no Espaço do Artesanato.

## Tombamento
A Igreja Matriz de São João Batista foi tombada como patrimônio cultural do estado do Pará, pelo DPHAC, em 09 de novembro de 2006.